# Eduardo Figueroa Meza
Eduardo Figueroa Meza (Huánuco, Perú, 20 de julio de 1995) es un futbolista peruano. Juega como guardameta y actualmente milita en el Alianza Universidad de Huánuco de la Liga 2 de Perú.

## Trayectoria
En el 2024 fichó por Alianza Universidad de Huánuco de la  Liga 2 de Perú a final de temporada logró ascender a la Liga 1 2025, siendo campeón de la Liga II. Solo jugó 3 partidos en el año.

## Clubes
| Club                | País | Año         |
| ------------------- | ---- | ----------- |
| León de Huánuco     | Perú | 2013 - 2015 |
| Sport Loreto        | Perú | 2016        |
| Alfredo Salinas     | Perú | 2017        |
| Comerciantes Unidos | Perú | 2018        |
| Sport Loreto        | Perú | 2019        |
| Miguel Grau UDH     | Perú | 2020        |
| Alianza Universidad | Perú | 2021 - Act. |